# The Idiot's Lantern
"The Idiot's Lantern" (KBS 방영 제목: <바보상자>)는 영국의 SF 드라마 《닥터 후》 시리즈 2의 일곱 번째 에피소드이다. 2006년 5월 27일 영국에서 처음 방송되었다. 마크 게이티스가 각본을 쓰고 유로스 린이 감독을 맡았다.
에피소드의 줄거리는 맥파이 씨 (론 쿡)가 와이어 (모린 리프먼)의 사주를 받아 텔레비전 세트를 굉장히 싼 가격에 판 다음, 와이어가 TV 스크린을 통해 광선을 내뿜어 그것을 보던 사람의 얼굴과 영혼을 앗아간다는 이야기이다. 로즈 타일러 (빌리 파이퍼) 역시 와이어에게 당하자, 닥터 (데이비드 테넌트)는 로즈는 물론 엘리자베스 2세 여왕의 대관식을 지켜볼 수백만 시청자들을 와이어의 손아귀에서 구해내게 된다.

## 줄거리
로즈와 함께 엘비스 프레슬리의 텔레비전 출연쇼를 보러 뉴욕으로 가려던 닥터는 실수로 타디스를 1953년 런던에 세운다. 타디스에서 내려 거리를 둘러보던 둘은 집집마다 TV 안테나가 거의 전부 달려 있는 것을 발견하고, 로즈는 이 시대라면 TV가 드물지 않았냐면서 이상해한다. 그리고 거리에서 지역 전파상을 하는 맥파이 씨를 만나 어찌된 일이냐고 묻자 엘리자베스 2세 여왕의 대관식을 기념하여 TV 가격을 파격적으로 할인하고 있다는 대답을 받는다. 대화 도중에 닥터와 로즈는 어느 한 사람이 이불에 둘둘 말린 채 집에서 끌려나와 경찰차에 타고 가는 모습을 목격한다. 닥터와 로즈는 지역 주민인 코놀리 가족을 찾아가 이게 어찌된 일이냐고 묻는다. 가족들은 토미 코놀리의 할머니를 소개하는데 얼굴 전체가 온데간데없이 사라져 있었다. 닥터가 좀더 살펴보려던 찰나 경찰이 들이닥쳐 할머니를 끌고 간다. 닥터는 경찰의 뒤를 쫓고, 로즈는 코놀리 가족의 TV가 맥파이 전자에서 구입한 점을 발견하고는 맥파이 씨의 가게로 조사하러 간다. 그곳에서 로즈는 TV 속에서 숨어 스스로를 '와이어'라 소개하는 정체불명의 무언가를 마주하는데, 스스로를 전기신호의 형태로 바꾸어 처형을 피해다니던 외계 종족이었다. 와이어는 자신의 신체를 재구성하기 위해 충분한 영혼을 섭취하고자 했고, 마침 진행될 대관식 방송을 이용해 사람들의 영혼을 빨아먹을 계획을 세우고 있었다. 로즈가 가게를 빠져나가려던 그때 와이어가 로즈의 얼굴을 빨아먹고 만다.
한편 닥터는 경찰이 희생자들을 가둬놓은 우리를 발견하고 들어갔다가 경찰에게 발각된다. 닥터는 비숍 경감을 만나 상황을 듣던 도중 경찰이 새로운 희생자를 데려오는데 얼굴이 사라진 로즈였다. 로즈의 모습을 보고 분노한 닥터는 토미와 비숍 조사관과 함께 맥파이 씨의 가게로 가서 그를 마주한다. 그때 와이어가 모습을 드러내 셋을 빨아먹으려 하지만, 닥터의 소닉 스크류드라이버를 보고는 그만두고, 맥파이 씨가 만든 이동식 텔레비전에 몸을 옮긴 다음 달아나 알렉산드라 궁전 텔레비전 기지국으로 향한다. 닥터와 토미는 맥파이 가게에서 찾아낸 장비와 타디스를 써서 와이어를 잡아둘 기기를 만든다. 그리고는 송신기에 올라간 맥파이를 뒤쫓는데, 맥파이는 자신의 이동기기를 송신기에 꽂아 와이어가 사람들의 영혼을 먹어치우기 시작한다. 그리고 와이어는 더 이상 쓸모없다는 이유로 맥파이마저 죽이고 만다. 닥터는 가져온 기기를 송신기에 연결하고, 그 기기에 와이어가 잡혀들어간다. 동시에 와이어가 삼켰던 얼굴과 영혼들이 원래 주인에게 돌아가 본모습을 되찾는다. 닥터는 토미에게 돌아가 베타맥스 카세트에 와이어를 잡아뒀다고 알린다. 얼굴을 되찾은 사람들 사이에서 토미는 할머니를, 닥터는 로즈를 만나고 동네 사람들이 모여 축제를 벌인다. 닥터는 로즈에게 비디오 카세트에 재녹화를 하라고 당부하고 토미에게는 에피소드 내내 타고 다닌 스쿠터를 설명한다. 그리고 닥터와 로즈는 동네 사람들과 대관식을 축하한다.

### 리뷰
- (영어) 〈The Idiot's Lantern〉   - 아웃포스트 갈리프레이 리뷰
- (영어) "The Idiot's Lantern"  리뷰 - The Doctor Who Ratings Guide